# Tretji človek
Tretji človek (angleško The Third Man) je britanski film noir iz leta 1949, ki ga je režiral Carol Reed po scenariju Grahama Greenea, v glavnih vlogah pa nastopajo Joseph Cotten, Alida Valli, Orson Welles in Trevor Howard. Dodajanje je postavljeno na Dunaj v čas po koncu druge svetovne vojne in se vrsti okoli Američana Hollyja Martinsa (Cotten), ki preko prijatelja Harryja Limea (Welles) dobi službo na Dunaju, toda ob prihodu izve za Limeovo smrt. Martins se nato sestaja z Limeovimi znanci, da bi raziskal njegovo smrt, ki se mu zdi sumljiva. Za film je značilna uporaba črno-bele ekspresionistične fotografije Roberta Kraskerja za prikaz ozračja ter močne odrske osvetlitve in popačene snemalne tehnike »Dutch angle«. Skupaj z glasbeno podlago, snemanjem na neuglednih lokacijah in igro nastopajočih pomaga ustvariti ozračje izmučenega in ciničnega Dunaja v času začetka hladne vojne. 
Greene je napisal istoimensko novelo kot pripravo za pisanje scenarija. Anton Karas je napisal in izvedel glasbeno podlago, ki vsebuje le glasbo citer. Naslovna pesem »The Third Man Theme« se je uvrstila na veh več mednarodnih glasbenih lestvic leta 1950 in prej neznanemu ustvarjalcu prinesla svetovno slavo. Film sodobni kritiki uvrščajo med najboljše filme vseh časov, posebej izpostavljajo igro, glasbeno podlago in fotografijo. Leta 1999 ga je Britanski filmski inštitut določil za najboljši britanski film vseh časov, leta 2011 pa ga je revija Time Out po anketi 150 igralcev, režiserjev, scenaristov, producentov in kritikov uvrstila na drugo mesto najboljših britanskih filmov vseh časov.

## Vloge
- Joseph Cotten kot Holly Martins
- Alida Valli kot Anna Schmidt
- Orson Welles kot Harry Lime
- Trevor Howard kot major Calloway
- Paul Hörbiger kot Karl
- Ernst Deutsch kot »baron« Kurtz
- Erich Ponto kot dr. Winkel
- Siegfried Breuer kot Popescu
- Hedwig Bleibtreu kot Annina stanodajalka
- Bernard Lee kot narednik Paine
- Wilfrid Hyde-White kot Crabbin